# Wielkopolski Klub Bokserski
Wielkopolski Klub Bokserski, (WKB) Poznań – pierwszy oficjalny klub bokserski założony 14 września 1922 roku w Poznaniu.
Klub powstał z inicjatywy Władysława Kowalskiego, pierwszego prezesa tego klubu.

## Bokserzy
- Mieczysław Ciężki
- Jan Ertmański
- Leon Kuczkowski
- Władysław Menka